# タマラ・ド・レンピッカ
タマラ・ド・レンピッカ（フランス語: Tamara de Lempicka、ポーランド語の読みはタマラ・デ・ウェンピツカ、1898年（1895年説や1897年もある）5月16日 - 1980年3月18日）はロシア帝国支配下のワルシャワ生まれのアール・デコの画家。
タマラは本名ではなく、マリア・グルスカ（ポーランド語: Maria Górska）が出生名であったとする説がある。結婚後の姓であるウェンピツカ（ポーランド語: Łempicka ）は、ポーランド国外では "Lempicka" と表記されることが多い。

## 生涯

### 初期
父はポーランド人弁護士ボリース・グールスキイ（ポーランド語の本名はボリス・グルヴィク＝グルスキであるが、ロシア帝国支配下のポーランドでは官庁で使われる公式言語としてロシア語が強制されていたため、登録上はロシア語の綴りおよび発音となる）、母マルヴィナ（旧姓デクレル）はポーランド人の上流階級（シュラフタ）出身という、裕福な家庭に生まれる。兄と妹がいた。スイス、ローザンヌの全寮制学校で学んでいた1911年の冬、祖母とともにイタリアとコート・ダジュールに旅行し、そこで、イタリアの巨匠たちの絵画に間近に接する。1912年、両親が離婚すると、裕福な叔母ステファーニヤ・イェンセンのいるロシア帝国の首都サンクトペテルブルクに行く。母が再婚した時には、ずっとそこで暮らそうと決心した。1913年、15歳の時、オペラ観劇で見初めた美しい男性に恋をする。1916年、叔父のコネを利用して、その男性と結婚する。男性はタデウシュ・ウェンピツキというポーランド人弁護士で、スマートな美男子の女たらしとして有名で、結婚したのも持参金が目当てだったとも言われることがあるが、タデウシュが当時金銭的に困窮していた形跡はなく、一方で当時のポーランド人の社交界の女性の間では女性経験の豊富な美男子を獲らえて結婚することが優れた女の証、亭主は価値ある女である自分を美しい芸術作品として引き立たせるためのただの「額縁」、浮気は女のウサ晴らし、などという女性主導の自由奔放な文化があったことから、激しい性格でプライドが高く競争心の強いタマラの方が、タデウシュに群がる他の女たちを押しのけて金銭で釣るなども含めてあの手この手で彼を獲得することに躍起になったというのが真相のようである。
1917年、ロシア革命が起き、タデウシュは12月のある真夜中にチェキストによって逮捕される。夫には、銃殺の危機が迫っていた。彼女は刑務所を捜し回り、数週間後、スウェーデン領事の助けを借りて、夫を釈放してもらう。それから夫婦でデンマークのコペンハーゲン、イギリスのロンドンを転々とし、最後は、多くの白系ロシア人が逃げのびたフランスのパリに落ち着く。

### パリ、絵画
パリで、夫妻は持ってきた宝石を売りさばいて生活する。フランスでは弁護士活動のできないタデウシュには他の職を積極的に探す気がなく、ましてや本人の技能や体力にとっても妻タマラのプライドにとっても肉体労働など到底できようもなく、ロシア革命が失敗に終わる気配はまったく見られず、当面の間だけと考えて資産を売って生活資金に換えていた暮らしは次第に将来が不安になっていった。そんな中、1919年、娘キゼットが生まれる。家計を立て直すため、彼女は画家になる決意をする。タマラ・ド・レンピッカという名前で、グランド・ショミエール芸術学校に入り、モーリス・ドニ、アンドレ・ロートについて修行する。彼女には持って生まれた才能があったが、その上に、成功しなければという強い意志があったため、短期間で驚くほどの上達をする。1923年には、主要なサロンに作品を出品するまでになり、スタイリッシュに服を身にまとい、スタジオを賃借し、車も購入、プライベート・バンクに預金口座を開けるまでに稼いだ。ボヘミアン的な芸術家人生を謳歌し、さらにはパリの上流社会にまで上り詰めた。
彼女の個性的で大胆な作風は、（ロートのソフト・キュビスム、ドニの総合的キュビスムの影響を受け）さらに急速な進化を遂げ、アール・デコ運動の冷ややかな一面と官能的な一面を統合させる。彼女について、ピカソは「統合された破壊の斬新さ」と語った 。彼女は、印象派の画家の多くが下手に絵を描き、「汚い」色を使用していると考えていた。それに対して彼女のテクニックは、新鮮で、クリアで、正確で、エレガントだった。
1925年、エマニュエル・カステルバルコ伯爵の後援により、最初の個展がイタリアのミラノで催される。彼女はそのために新たに28作を半年で描きあげる。まもなく彼女は、同時代人の中で最もファッショナブルな肖像画家となる。公爵夫人、大公、名士たちを描き、一流のサロンで展示される。巨匠アングルを当時の感性でアレンジした『4人の裸婦のグループ』（1925年）では猛烈な批判を浴びたが、同時に「倒錯したアングルイズム」という称賛も受けた。肖像画を書くにあたっては、気むずかしいモデルの対応を考慮に入れ、1枚につき3週間の時間を必要とした。1927から1928年、肖像画1枚5万フランだった（2000ドルに値するが、当時は現在の10倍の貨幣価値があったと思われる）。カステルバルコ伯爵の紹介で、イタリアの偉大な文学者で悪名高きガブリエーレ・ダンヌンツィオと知り合う。肖像画を描いて欲しいと請われ、ガルダ湖の彼の別荘を訪ねるが、実際は誘惑が目的だった。肖像画を描きあげ、苦々しい思いで別荘を後にしたが、絵にも情事にも彼女は満足できなかった。
1925年、彼女は自画像を描く。『オートポートレート（緑色のブガッティに乗るタマラ）』がそれで、ドイツのファッション雑誌『ダーメ』の表紙を飾った。1974年、雑誌『オート・ジャーナル』では、この絵について、
1927年、彼女は生まれてはじめて大きな賞を受賞する。フランスのボルドー国際美術賞の金賞で、受賞作品は『バルコニーのキゼット』だった。
狂騒の20年代、タマラ・ド・レンピッカはパリでボヘミアン的な人生を送っていた。パブロ・ピカソ、ジャン・コクトー、アンドレ・ジッドとは知り合いだった。彼女の美貌、さらに彼女が両性愛者であることはよく知られていた。男性とも女性とも関係を持つことは、当時においてはスキャンダラスで、騒がれた。しばしば彼女は、自画像の中にストーリー性を持たせ、ヌードのスケッチは挑発的効果を生み出した。1920年代、彼女は、ヴァイオレット・トレフーシス、ヴィタ・サックヴィル＝ウェスト、コレットら、文壇・画壇のサークルに属したレズビアンおよび両性愛者たちと親しく交際した。さらにシャンソン歌手のシュジー・ソリドールと親密になり、後には彼女の肖像画も描いた。夫はそうした生活に疲れ、1927年に妻を捨て、翌1928年、正式に離婚した。
彼女にも非はあった。仕事と交際に明け暮れていたのだから。彼女は娘のキゼットとも滅多に会わなかった。キゼットは（フランスやイギリスの）全寮制学校に入れられたが、家族といる時は、祖母のマルヴィナと過ごした。1929年にもアメリカ旅行をし、タマラはクリスマスに母と娘の元に戻らなかった。マルヴィナは激怒し、タマラのデザイナー帽子を燃やし、ギゼラは帽子が1つ1つ灰になるのをじっと見ていた。
このようにキゼットは母親に顧みられなかったものの、母親の絵の中で不滅の名声を手に入れた。タマラはキゼットだけをモデルに子供の肖像画のシリーズを描き続けたのだ。『ピンクの服を着たキゼット』（1926年）、『バルコニーのキゼット』（1927年）、『眠っているキゼット』（1934年）、『キゼット男爵夫人の肖像』（1954 - 1955年）、など。それ以外の絵でも、キゼットによく似た女性の肖像画がある。
1928年、その後長きにわたって彼女のパトロンとなる、ラウル・クフナー男爵がタマラを訪問する。目的は、愛人の肖像画を描いてもらうためだった。タマラは肖像画を描きあげた。古い時代のポーランド社交界の女の血が騒いだタマラは、モデルとなった愛人に代わって、男爵の愛人となる。1929年、彼女は最初のアメリカ旅行をする。ルーファス・ブッシュに依頼された肖像画を描くためと、ピッツバーグのカーネギー美術館での個展開催のためである。個展は成功したものの、金銭的には失敗した。彼女が預金していた銀行が、1929年の株価暴落の余波を受け、倒産してしまったからである。
続く10年間、世界中が恐慌に苦しむことになるが、最初の痛手を除けば、タマラはほとんどその影響を受けなかったようだ。絵画の制作に追われ、忙しい日々を送った。たとえば、1930年代初期、彼女はスペイン王アルフォンソ13世やギリシア王妃エリサヴェトの肖像画を描いている。博物館はタマラの作品を収集しはじめた。1933年には、ジョージア・オキーフ、サンチャゴ・マルティネス・デルガード、ウィレム・デ・クーニングらとの仕事でシカゴに赴く。
同じ年にクフナー男爵の妻が亡くなり、翌1934年にタマラは男爵とチューリッヒで正式に結婚して「男爵夫人」という社会的地位も手に入れた。男爵は彼女をボヘミアン風の生活から、元の上流階級に復帰させてくれたわけである。タマラは男爵が東欧に持っていた所有財を早急に売り払い、その金をスイスに移すよう急かした。同時代人の中でも、かなり早い時期から、第二次世界大戦の到来を見越していたのだ。その読みはほとんど現実のものとなった。彼女の絵画の中には、貴族や冷たい裸体に混じって、難民、一般人、さらには聖人も描かれるようになった。

### 後半生
1939年夏から、タマラと男爵は、アメリカ合衆国で「長期休暇」を始めた。彼女はただちにニューヨークで個展を開いた。男爵および男爵夫人が住まいに選んだのは、カリフォルニア州のビバリーヒルズで、ハリウッドの映画監督キング・ヴィダーの家の向かいだった。彼女は「筆を持つ男爵夫人」となり、ハリウッドスターのお気に入りの芸術家になった。ガルボのような仕草を身につけ、タイロン・パワー、ウォルター・ピジョン、ジョージ・サンダースといったスターたちのセットを訪問し、反対に仕事場を訪問されたりした。当時多くの人がやったように、戦争救済事業にも参加した。1941年にはナチ占領下のパリにいた娘キゼットをリスボン経由で救い出した。この時期の彼女の作品のいくつかは、サルバドール・ダリを思わせる。たとえば、『鍵と手』（1941年）などである。1943年、夫婦はニューヨークに居を移す。スタイリッシュな生き方、社会活動は続けたが、この頃には画家としての名声はもはや失われていた。彼らは上流階級向けの温泉に泊まるため、頻繁にヨーロッパに旅行したが、男爵がハンガリーの難民の世話をしている間、タマラは新しい作風を模索し続けた。描く対象を広げようと、静物画から抽象画まで手を出した。筆の代わりにパレット・ナイフを使ったりもした。1962年にイオラス画廊で新作を出展したが、好評は得られなかった。タマラは二度と作品を発表しないと決め、プロ画家を引退した。
しかし、絵を描くことは続け、時々旧作を新しいスタイルで描き直したりした。たとえば、くっきりと濃淡つけて描かれた『アメジスト』（1946年）は、全体が淡いピンク色で、輪郭がぼんやりした『ギターを弾く少女』（1963年）になった。
1962年にクフナー男爵が心臓発作で死ぬと、彼女は所持品を売り払い、船で3度の世界一周旅行をした。それからキゼットとその家族（キゼットの夫はハロルド・フォックスホールという人物で、ダウ・ケミカル社の地質学者の主任。夫婦には二人の娘がいた）の住む、テキサス州ヒューストンに移り住む。そこでしばらく経った頃、彼女は厄介で無愛想なふるまいを取り出す。キゼットはタマラの経営管理者兼秘書、さらには雑用をさせられることになり、タマラの支配と短気なふるまいに苦しめられる。一方、タマラはタマラで、「古き時代」は絵の具などの画材が粗悪だっただの、1970年代の人間は才能と「育ち」が欠如していて自分の芸術がわからないだの、不平をこぼしまくったが、全盛期の筆力と技巧を二度と取り戻すことはできなかった。1978年、タマラはメキシコのクエルナバカに移住する。年老いた世界中の仲間と少数の若い貴族に囲まれて暮らすためだった。キゼットは夫を癌で失った後、母親の元に行き、1980年3月1日、タマラが永眠するまでの3ヶ月間、付き添った。タマラの遺灰は、ジョヴァンニ・アグスタ伯爵によって、ポポカテペトル山に撒かれた。
ただし、タマラは充分長生きすることができた。というのも彼女が死ぬ前に、流行の推移はすっかり一巡していたのである。若い世代がタマラの芸術を再発見し、熱烈に支持した。1973年の回顧展も大好評だった。彼女が死んだ時には、彼女の初期のアール・デコ絵画が続々と展示・販売された。彼女の人生にヒントを得た芝居（『タマラ』）はロサンゼルスで2年間ロングランされ（1984年 - 1986年）、その直後、ニューヨークのセヴンス・レジメント・アーモリーでも公演された。ジャック・ニコルソンはタマラの作品をコレクションしている。2005年には、女優兼アーティストのカーラ・ウィルソンが、タマラの生涯に基づく一人芝居「Deco Diva」を演じた。
ポップ・シンガーのマドンナもタマラの大ファンで、彼女の作品を集めており、イベントや博物館に貸し出したこともあった。マドンナは、「エクスプレス・ユアセルフ」、「オープン・ユア・ハート」のプロモーション・ビデオでタマラの作品を登場させ、そしてついに、冒頭にタマラの多数の作品をあしらった「ヴォーグ」のプロモーション・ビデオの衝撃は、タマラ・ド・レンピッカの世界的な大衆人気を不動のものにしたのである。